# Блатен плаун
Блатният плаун е многогодишно тревисто растение. Видът е познат и като блатна ликоподиела (Lycopodiella inundata (L.) Holub). Критично защитен вид в България.

## Разпространение
Европа (без Средиземноморието), Азорски острови, Азия (Западен Сибир, района при Байкал, Япония), Северна Америка (Канада и северните части на САЩ).
В България се среща в планините Рила (Куртово), Родопите (Смолянските езера, Чаирските езера) на надморска височина от 1200 до 1700 м, а също и по западната граница - област Кюстендил.

## Мерки за защита на вида
- Поддържан резерват „Амзово“ с площ 0.32 хектара на 2 км южно от гр. Смолян.
- Защитена местност „Чаирите“- площ 300.0 хектара, до село Триград, общ. Девин, обл. Смолян [4];
- Защитена местност „Находище на блатен плаун - с. Драгойчинци“ - площ  8.44 хектара, близо до село Драгойчинци, обл. Кюстендил [5].